# Asteroid Redirect Mission

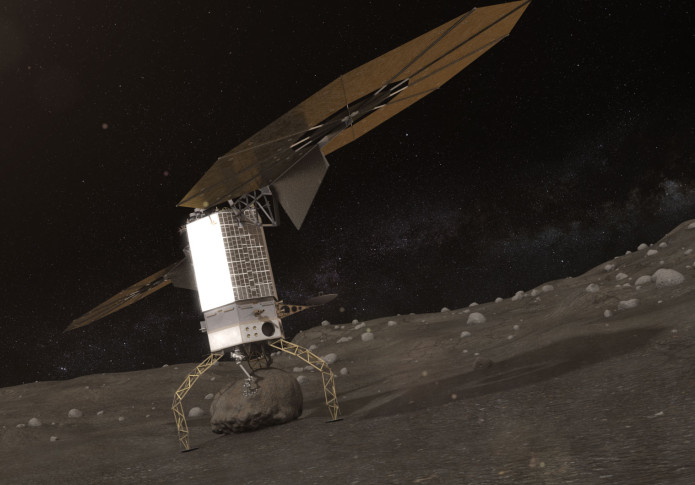
Pinças sobre a extremidade dos braços robóticos são usados para agarrar e prender uma pedra de um grande asteroide. Uma vez que a pedra é fixada, as pernas vão empurrar e proporcionar uma subida inicial, sem a utilização de propulsores.

A Asteroid Redirect Mission (ARM) (Missão de Redirecionamento de Asteroide), também conhecido como Asteroid Retrieval and Utilization (ARU) e Asteroid Initiative, seria uma futura missão espacial proposta pela NASA. A nave espacial teria um encontro com um grande asteroide próximo da Terra e usaria braços robóticos com pinças de fixação para recuperar uma pedra de aproximadamente 4 metros do asteroide.
A nave espacial iria caracterizar o asteroide e demonstrar pelo menos uma técnica defesa planetária antes de transportar a pedra para a Órbita Lunar, onde poderia continuar a ser analisado tanto por sondas robóticas como por um futura missão tripulada. Se financiada, a missão seria lançada em dezembro de 2020, com os objetivos adicionais para testar uma série de novas capacidades necessárias para futuras expedições humanas ao espaço profundo, incluindo avançados propulsores iônicos.
Porém o orçamento proposto para a NASA em 2018 iria cancelar a missão, sendo que as tecnologias propostas para ela, como o motor de propulsão de íons que seriam embarcados na sonda ainda continuariam em desenvolvimento para futuras missões.

## Objetivo
O principal objetivo era de desenvolver e testar a tecnologia necessária para trazer um pequeno asteroide próximo da Terra em órbita lunar. Lá, ele poderá ser analisado pela tripulação da nave espacial Orion em 2026.

### Objetivos adicionais
A missão adicional visa incluir demonstração técnicas de defesa planetária, capazes de proteger a Terra no futuro - como o uso de naves robóticas pata desviar asteroides potencialmente perigosos.
A missão também iria testar o desempenho do avançado de propulsão elétrica solar (motores iônicos), e de comunicação de banda larga a laser no espaço. Essas novas tecnologias vão ajudar futuramente a enviar grandes quantidades de carga, habitats e propulsor para Marte antes de uma missão humana a Marte.

## Asteroide alvo
A partir de junho de 2014 mais de 1000 novos asteroides próximos da Terra foram descobertos por várias equipes de busca e catalogados pelo Programa de Observação de Objetos Próximos da Terra da NASA. O asteroide carbonáceo escolhido para captura pela NASA (4 metros de diâmetro e 94 toneladas) terá uma massa muito pequena para prejudicar a Terra porque iria queimar na atmosfera. Redirecionando a massa de asteroides para uma órbita retrógrada distante em torno da Lua irá garantir que não vai atingir a Terra e também deixá-lo em uma órbita estável para estudos futuros.
A NASA ainda teria que selecionar um alvo para esta missão, mas para fins de planejamento que estava usando para referência um asteroide próximo da Terra chamado (341843) 2008 EV5 de cerca de 400 metros de diâmetro para pegar um único pedaço dele de aproximadamente 4 metros. A decisão sobre o asteroide alvo poderia ser adiada até tão tarde quanto 2019, permitindo mais tempo para encontrar alvos alternativos.